# Madame Mallekin, Gewaden voor Alle Gelegenheden
Madame Mallekin, Gewaden voor Alle Gelegenheden (Engels: Madam Malkin's Robes for All Occasions) is een kledingzaak in de Harry Potter-boekenreeks van de Britse schrijfster J.K. Rowling. De winkel staat aan de Wegisweg in Londen.
In zijn eerste jaar koopt Harry Potter hier zijn gewaden. Hij komt daar Draco Malfidus tegen. In zijn zesde jaar komt Harry daar terug om nieuwe gewaden te kopen en er ontstaat een ruzie tussen hem en Malfidus.
Alle gewaden worden precies op maat gemaakt en er worden geen tweedehands gewaden verkocht.